# Lophotriccus eulophotes
Lophotriccus eulophotes е вид птица от семейство Tyrannidae.

## Разпространение
Видът е разпространен в Боливия, Бразилия и Перу.